# Rosanna Scalfi Marcello
Rosanna Scalfi Marcello (1704 o 1705-después de 1742) fue una cantante y compositora italiana. Compuso doce cantatas para alto y bajo continuo, y también escribió la mayoría, si no todos, de los textos.

### Lista de cantatas
I. Io ti voglio adorar

II. In questo giorno

III. Quand'io miro in oriente

IV. Solcare il mar tranquillo

V. Dunque fia vero

VI. Mirar quei chiari lumi

VII. Arde quest'alma

VIII. Ferma, Fileno ingrato

IX. Mio cor, alfin sei vinto

X. Arder di due pupille

XI. Ecco il momento

XII. Se mai non sieno